# Laphria fulvipes
Laphria fulvipes är en tvåvingeart som beskrevs av Ricardo 1913. Laphria fulvipes ingår i släktet Laphria och familjen rovflugor. Inga underarter finns listade i Catalogue of Life.